# Axis Communications
Axis Communications AB è un produttore svedese di videocamere di rete per la sicurezza fisica e l'industria della video sorveglianza.

## Storia
Axis Communications è stata fondata come società IP di vendita di server per la stampa. In seguito ha applicato la sua competenza nell'ambito delle reti e della sistemistica integrata per sviluppare videocamere di rete per l'industria della sicurezza.

### Origini
Axis Communications è stata fondata nel 1984 da Martin Gren, Mikael Karlsson e Keit Bloodworh a Lund, in Svezia.
La società ha sviluppato e venduto convertitori di protocollo e interfacce di stampa per la connessione di stampanti per pc in un mainframe IBM e ambienti per mini-computer. Alla fine degli anni ottanta, Axis Communication ha aperto il suo primo ufficio vendite americano a Boston, Massachusetts e nei primi anni novanta ha iniziato a spostare il proprio focus dai mainframe IP verso i sistemi di rete e il protocollo TCP/IP.

### Espansione
Nel 1991, Axis Communication ha introdotto un server di stampa multi-protocollo capace di supportare sia il TCP/IP che NetWare. Nel 1995, la società ha introdotto un file server indipendente e multi-protocollo su CD-ROM, che supportava il TCP/IP (NFS) e Windows (SMB), per reti ethernet, l'Axis 850. Sempre nel 1995, Axis Communications ha aperto uffici vendita in Hong Kong, Singapore e Tokyo, Giappone.

### La centralità delle videocamere di rete
Nel 1996, Axis Communication ha introdotto sul mercato la prima videocamera di rete, la Axis Neteye 200. Questo prodotto è stato poi seguito nel 1999 dalla Axis 2100 che è stata la prima ad essere integrata con Linux. Nel 2004, Axis Communication ha introdotto la Axis 206, all'epoca la più piccola videocamere di rete.

### La fondazione degli Enti regolatori nel settore
Nel 2008, Axis Communications ha annunciato insieme a Bosch e a Sony che le tre società avrebbero cooperato allo scopo di standardizzare le interfacce dei prodotti di rete, creando un nuovo ente regolatore degli standard del settore chiamato ONVIF (Open Network Video Interface Forum). Axis Communications ha lanciato sul mercato il primo prodotto con il supporto ONVIF nel 2009, l'Axis P3301. Esistono oggi più di 600 prodotti conformi ONVIF disponibili.

## Oggi
Axis Communications dispone di uffici in più di 50 paesi e dà lavoro a oltre 2.800 persone.
Secondo una ricerca di mercato del 2013 condotta da IHS Research, Axis Communication è il leader di mercato globale nell'ambito delle videocamere di rete e dei video encoder. Tra le principali installazioni ricordiamo la Città di Houston, l'aeroporto di Sidney, la metropolitana di Mosca e i bus di Madrid. Nel 2014, Axis Communications ha pubblicato un rapporto di sostenibilità che mostrava come l'azienda avesse ridotto le proprie emissioni di diossido di carbonio del 13 percento e che il 65 percento dei prodotti dell'azienda erano completamente privi di PVC.
Il 10 febbraio 2015, la multinazionale giapponese Canon Inc., specializzata nella manifattura di prodotti ottici e di ripresa e riproduzione immagini ha annunciato un'offerta di 23,6 miliardi di corone svedesi (2,28 miliardi di euro) per l'acquisto di Axis Communications.
Mentre Canon mantiene una partecipazione maggioritaria nell'azienda, Axis è gestita indipendentemente. In ogni caso, la gamma di soluzioni video di rete di Canon è distribuita da Axis Communication nella regione EMEA e in Nord America a partire dal primo settembre 2016 e dal primo ottobre 2016 rispettivamente.
Il 18 luglio 2017, i ricercatori nell'ambito della sicurezza hanno pubblicato una vulnerabilità digitale in una parte di codice chiamata gSOAP. Tutti i prodotti compatibili ONVIF sono stati colpiti, compresi quelli prodotti da Axis Communications.
La maggior parte dei suoi prodotti contiene un computer integrato con una memoria flash e utilizza una versione specifica di Linux. Una delle principali innovazioni tecnologiche di Axis è stato lo sviluppo del JFFS, che ha esteso l'aspettativa di vita delle memorie flash dei suoi dispositivi.

### Acquisizioni
Il primo febbraio 2016 Axis Communication ha acquisito Citilog, un provider di analitiche video per la sicurezza del traffico, dei trasporti e delle applicazioni antiinfortunistiche. Il 30 maggio 2016 Axis Communication ha poi acquisito 2N, un provider di soluzioni intercom di rete fondato in Repubblica Ceca. Il 3 giugno 2016 Axis Communications ha acquisito Cognimatics, un provider di video analitiche per il retail capace di contare le persone, misurare le code e stimare la percentuale di occupazione di uno spazio.